# Atletica leggera ai Giochi della XXIV Olimpiade - Getto del peso maschile

Video della Finale

Il getto del peso ha fatto parte del programma maschile di atletica leggera ai Giochi della XXIV Olimpiade. La competizione si è svolta il 23 settembre 1988 allo Stadio olimpico di Seul.

## Presenze ed assenze dei campioni in carica
| Competizione        | Atleta            | Prestazione | Seul 1988 |
| ------------------- | ----------------- | ----------- | --------- |
| Olimpiadi 1984      | Alessandro Andrei | 21,26 m     | Presente  |
| Goodwill Games 1986 | Sergej Smirnov    | 21,79 m     | Presente  |
| Europei 1986        | Werner Günthör    | 22,22 m     | Presente  |
| Panamericani 1987   | Gert Weil         | 20,21 m     | Presente  |
| Mondiali 1987       | Werner Günthör    | 22,23 m     | Presente  |

Il 22 maggio 1988 il tedesco est Ulf Timmermann ha stabilito il nuovo record mondiale con 23,06 m.

## La gara
Qualificazioni: la prestazione migliore è di Ulf Timmermann con 21,27 metri. Cinque atleti ottengono la misura richiesta di 20,20. Ad essi vanno aggiunti i sette migliori lanci, fino a 19,71 m.
Finale: i maggiori candidati alla vittoria finale sono lo stesso Timmermann, lo svizzero Günthör e l'americano Barnes. Alessandro Andrei, che durante la stagione non è andato oltre 21,60, può sperare in un buon piazzamento.
Al primo turno Timmermann lancia una bordata oltre i 22 metri che annichilisce gli avversari. Solo Günthör riesce a replicare su alti livelli, toccando i 21,59 metri alla seconda prova.
Nei lanci di finale Timmermann fa ancora meglio con 22,29; Günthör gli risponde con 21,99. Barnes, in difficoltà fino al quinto lancio, al sesto esplode con 22,39 salendo al primo posto.
Timmermann ha a disposizione solo un tentativo; riesce a rimanere concentrato ed esegue un lancio perfetto a 22,47. L'oro è suo con il nuovo record olimpico.
Andrei si classifica settimo con 20,36.

## Risultati

### Qualificazioni
Accedono alla finale gli atleti che ottengono la misura di 20,20 metri o le prime 12 migliori misure.
| Pos. | Gruppo | Atleta            | Nazionalità      | 1ª prova | 2ª prova | 3ª prova | Risultato | Note |
| ---- | ------ | ----------------- | ---------------- | -------- | -------- | -------- | --------- | ---- |
| 1    | A      | Ulf Timmermann    | Germania Est     | 21,27 m  |          |          | 21,27 m   | Q    |
| 2    | B      | Udo Beyer         | Germania Est     | x        | 20,97 m  |          | 20,97 m   | Q    |
| 3    | A      | Randy Barnes      | Stati Uniti      | 20,16 m  | 20,83 m  |          | 20,83 m   | Q    |
| 4    | B      | Werner Günthör    | Svizzera         | 20,70 m  |          |          | 20,70 m   | Q    |
| 5    | B      | Sergej Smirnov    | Unione Sovietica | 20,13 m  | 20,48 m  |          | 20,48 m   | Q    |
| 6    | A      | Alessandro Andrei | Italia           | 19,72 m  | 20,18 m  | 19,93 m  | 20,18 m   | q    |
| 7    | A      | Gert Weil         | Cile             | 20,18 m  | 19,58 m  | 19,59 m  | 20,18 m   | q    |
| 8    | B      | Remigius Machura  | Cecoslovacchia   | 19,88 m  | 20,16 m  | x        | 20,16 m   | q    |
| 9    | B      | Georg Andersen    | Norvegia         | x        | 19,95 m  | 20,05 m  | 20,05 m   | q    |
| 10   | B      | Helmut Krieger    | Polonia          | 19,42 m  | x        | 19,75 m  | 19,75 m   | q    |
| 11   | A      | Jim Doehring      | Stati Uniti      | 16,89 m  | 17,66 m  | 19,73 m  | 19,73 m   | q    |
| 12   | B      | Gregg Tafralis    | Stati Uniti      | 19,71 m  | 19,44 m  | x        | 19,71 m   | q    |
| 13   | A      | Georgi Todorov    | Bulgaria         | 19,25 m  | 19,02 m  | 19,68    | 19,68 m   |      |
| 14   | B      | Pétur Guðmundsson | Islanda          | 19,21 m  | x        | x        | 19,21 m   |      |
| 15   | B      | Mohamed Achouch   | Egitto           | 18,19 m  | 18,94 m  | 18,50 m  | 18,94 m   |      |
| 16   | A      | Klaus Bodenmüller | Austria          | 18,89 m  | 17,54 m  | -        | 18,89 m   |      |
| 17   | A      | Ma Yongfeng       | Cina             | 17,48 m  | 17,79 m  | 18,27 m  | 18,27 m   |      |
| 18   | A      | Ahmed Shatta      | Egitto           | 16,94 m  | 17,61 m  | 17,37 m  | 17,61 m   |      |
| 19   | A      | Paul Edwards      | Regno Unito      | 17,13 m  | 17,11 m  | 17,28 m  | 17,28 m   |      |
| 20   | B      | Muhammad Zankawi  | Kuwait           | x        | 15,34 m  | 15,92 m  | 15,92 m   |      |
| 21   | A      | Han Min-Soo       | Corea del Sud    | 15,67 m  | 15,68 m  | 15,64 m  | 15,68 m   |      |

Legenda: 
- x = Lancio nullo;
- Q = Qualificato direttamente;
- q = Ripescato;
- RN = Record nazionale;
- RP = Record personale;
- PS = Personale stagionale;
- NM = Nessun lancio valido;
- DNS = Non è sceso in pedana.

### Finale
Stadio Olimpico, venerdì 23 settembre.
I migliori 8 classificati dopo i primi tre lanci accedono ai tre lanci di finale.
| Pos     | Atleta            | Paese            | 1ª prova | 2ª prova | 3ª prova | 4ª prova | 5ª prova | 6ª prova | Misura  | Note            |
| ------- | ----------------- | ---------------- | -------- | -------- | -------- | -------- | -------- | -------- | ------- | --------------- |
| Oro     | Ulf Timmermann    | Germania Est     | 22,02 m  | 21,31 m  | 22,16 m  | 21,90 m  | 22,29 m  | 22,47 m  | 22,47 m | Record olimpico |
| Argento | Randy Barnes      | Stati Uniti      | 20,17 m  | 20,72 m  | x        | 21,31 m  | 21,01 m  | 22,39 m  | 22,39 m |                 |
| Bronzo  | Werner Günthör    | Svizzera         | 21,45 m  | 21,59 m  | 21,70 m  | 20,98 m  | 21,99 m  | 21,61 m  | 21,99 m |                 |
| 4       | Udo Beyer         | Germania Est     | x        | 21,40 m  | 20,84 m  | 20,82 m  | 21,30 m  | 21,31 m  | 21,40 m |                 |
| 5       | Remigius Machura  | Cecoslovacchia   | 20,57 m  | 20,03 m  | 20,16 m  | 20,36 m  | 20,12 m  | 20,29 m  | 20,57 m |                 |
| 6       | Gert Weil         | Cile             | 20,22 m  | 20,09 m  | x        | 20,23 m  | 20,21 m  | 20,38 m  | 20,38 m |                 |
| 7       | Alessandro Andrei | Italia           | 19,71 m  | 20,17 m  | 20,06 m  | 19,93 m  | 20,36 m  | 20,26 m  | 20,36 m |                 |
| 8       | Sergej Smirnov    | Unione Sovietica | 20,11 m  | x        | 20,36 m  | x        | x        | x        | 20,36 m |                 |
| 9       | Gregg Tafralis    | Stati Uniti      | 20,16 m  | x        | x        |          |          |          | 20,16 m |                 |
| 10      | Georg Andersen    | Norvegia         | 19,91 m  | x        | x        |          |          |          | 19,91 m |                 |
| 11      | Jim Doehring      | Stati Uniti      | 19,27 m  | x        | 19,89 m  |          |          |          | 19,89 m |                 |
| 12      | Helmut Krieger    | Polonia          | x        | 19,51 m  | x        |          |          |          | 19,51 m |                 |

Legenda:
- X = Lancio nullo;
- RO = Record olimpico;
- RN = Record nazionale;
- RP = Record personale.